# Sascha Burchert
Sascha Burchert (Berlin, 1989. október 30. –) német labdarúgó, a Greuther Fürth játékosa.

## Pályafutása
Burchert karrierjét a Wartenberger SV-ben kezdte. 2002. nyarán felfedezte a Hertha BSC. Első profi szerződését 2008. január 30-án írta alá. 2009. szeptember 17-én mutatkozott be a Herthában a litván FK Ventspils elleni Európa-liga-mérkőzésen, a 25. percben állt be a kezdőkapus Jaroslav Drobný helyett.

### Áttörés
Burchert első Bundesliga-meccsét az SC Freiburg ellen játszotta 2009. szeptember 20-án. Második meccsén két erős lövést beengedett. A sérült Timo Ochsot helyettesítette a Hamburg elleni találkozón, 1–1-es állásnál a vonalról ütötte ki a labdát, de ezután David Jarolím távolról az üres kapuba emelt. Két perccel később ugyanez megismétlődött, csak Zé Robertóval.
Burchert balszerencséjére a 2013-14-es szezonban a Hertha képzeletbeli kapusrangsorában Thomas Kraft és Marius Gersbeck is megelőzte. 2014. nyarán a Hertha szerződtette kapusposztra a norvég válogatott Rune Jarstein-t is. Burchert a 2014–15-ös szezon első 7 fordulójában egyszer sem játszott. Szerződése 2016-ig szól.

## Válogatottban
Az U16-ostól az U20-asig minden ifjúsági válogatottat bejárt. Ott volt a 2006-os U17-es labdarúgó-Európa-bajnokságon, amelyen negyedik helyezett lett.

## Magánélete
Sascha a Paderborn kapusedzőjének, Nico Burchertnek az öccse.

## Sikerei, díjai
- Hertha BSC
  - Bundesliga 2: 2010–11, 2012–13

## Fordítás
Ez a szócikk részben vagy egészben  a   Sascha Burchert című angol Wikipédia-szócikk ezen változatának fordításán alapul.  Az eredeti cikk szerkesztőit annak laptörténete sorolja fel. Ez a jelzés csupán a megfogalmazás eredetét és a szerzői jogokat jelzi, nem szolgál a cikkben szereplő információk forrásmegjelöléseként.